# Krummer See (Lalendorf)
Der Krumme See liegt im Landkreis Rostock innerhalb des Gemeindegebietes von Lalendorf in Mecklenburg-Vorpommern (Deutschland) ungefähr 14 Kilometer östlich von Güstrow und zwölf Kilometer westlich von Teterow. Der See liegt zwischen den Lalendorfer Ortsteilen Niegleve und Roggow. Er ist Teil einer nördlich von Lalendorf um Niegleve liegenden Seenkette. Er hat eine Länge von rund anderthalb Kilometern und eine Breite von 450 Metern. Das wenig gegliederte Gewässer liegt in einer flachen sumpfigen Senke.  Die Umgebung des Sees wird landwirtschaftlich genutzt, nur im Süden gibt es ein kleineres Waldgebiet.
Der See und sein Umfeld sind Bestandteil des FFH-Gebietes Nebeltal mit Zuflüssen, verbundenen Seen und angrenzenden Wäldern.